# Francesco Amico
Francesco Amico (Cosenza, 2 aprile 1578 – Graz, 31 gennaio 1651) è stato un teologo italiano.
Gesuita ed insegnante universitario a Graz e Vienna, è ricordato quasi esclusivamente per l'opera Cursus theologici iuxta scholasticam huius temporis Societatis Iesu methodum (9 volumi, 1630–1649) che fu parzialmente proibita dall'Indice nel 1651. Blaise Pascal lo attacca nella settima delle sue Lettere provinciali sotto il nome di Père L'Ami.